# Szpic

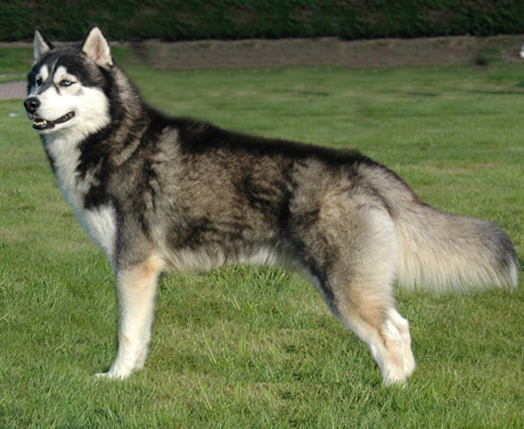
Husky syberyjski – pies w typie szpica

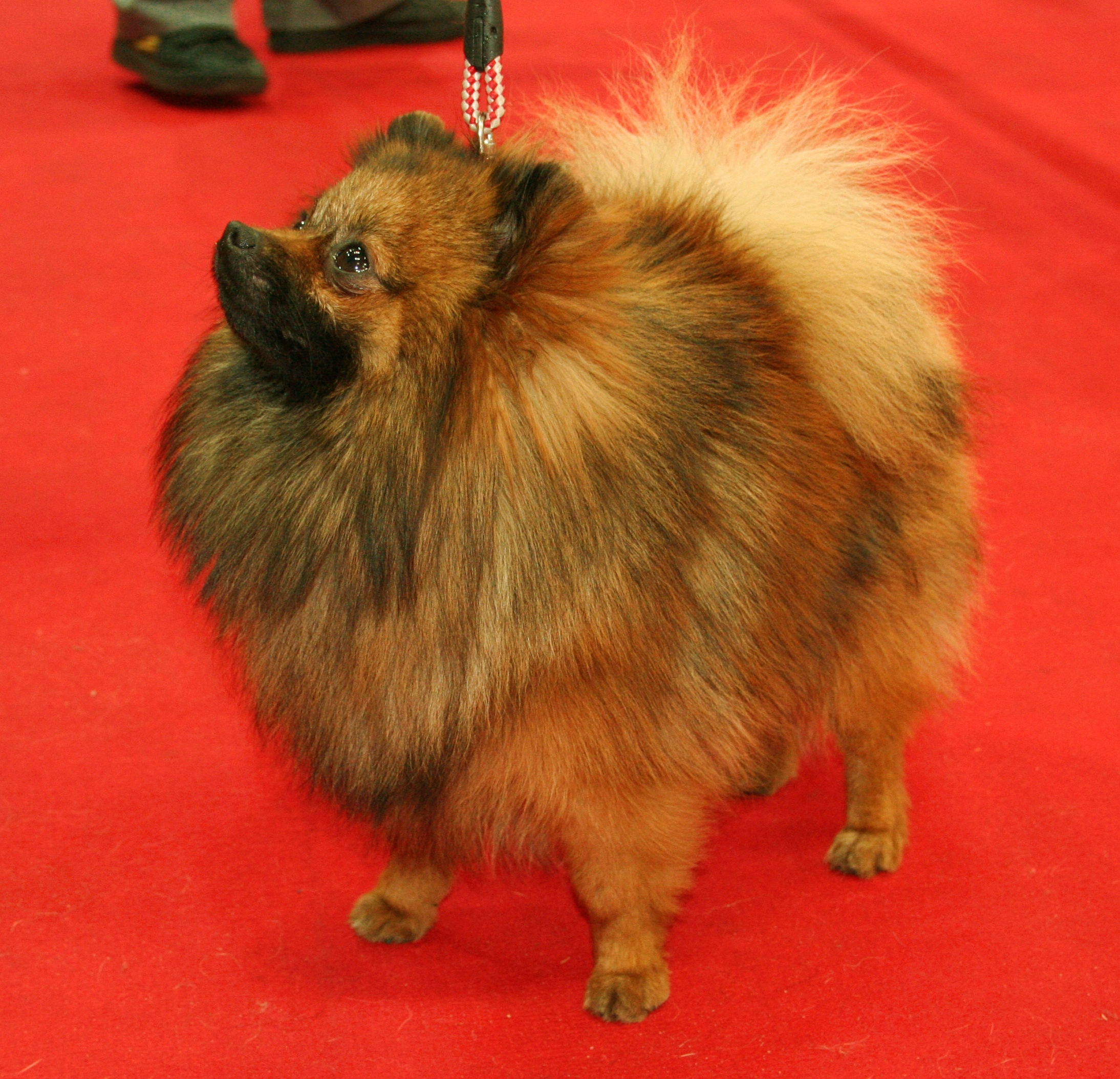
Szpic o maści wielokolorowej

Szpic – nazwa określonego typu psa, obejmująca grupę wielu ras z północy, wschodu i centralnej części kontynentu euroazjatyckiego oraz z podbiegunowych obszarów Ameryki Północnej, a także z Grenlandii i Islandii. Psy z tej grupy odznaczają się stosunkowo pierwotną budową, słabo zmienioną przez człowieka.

## Pochodzenie
Zdecydowana większość dzisiejszych szpiców prawdopodobnie wywodzi się od psa północnego, który zamieszkiwał około 20 tys. lat temu północne obszary Eurazji, a pochodził od wilka arktycznego. Niewielka część szpiców ma cechy wskazujące na pochodzenie od dingo, który z kolei wywodzi się od wilka azjatyckiego. Dotyczy to zwłaszcza rasy basenji z Azji Mniejszej oraz niektórych łajek z południowo-wschodniej Azji. Często do szpiców zalicza się jedynie rasy pochodzące od psa północnego.
Poszczególne rasy i typy szpiców ukształtowały się wskutek migracji i ewolucyjnego dostosowania do miejscowych warunków geograficznych i klimatycznych. Czynnikiem, który wpłynął na zróżnicowanie ras, była izolacja geograficzna psów, rozprzestrzenionych na dosyć dużym obszarze. Wpływ człowieka na współczesny kształt psów z tej grupy jest stosunkowo niewielki i staje się widoczny dopiero w ostatnich dziesięcioleciach, od kiedy hodowla psów wiąże się z selekcją dokonywaną subiektywnie przez człowieka, dla uzyskania określonych cech wyglądu i charakteru. Wcześniejszy rozwój tych psów opierał się jedynie na selekcji naturalnej.

## Ogólna charakterystyka

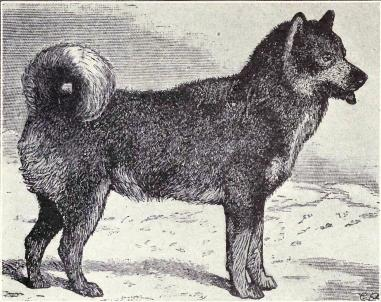
Pies Inuitów – rysunek z 1915 roku

Szpice posiadają dosyć jednolitą budowę. Prawie wszystkie są psami średniej wielkości – wyjątek stanowią rasy miniaturowe do towarzystwa. Szpic prezentuje typ psa o mocnej budowie, z głową w kształcie ostrego klina, silnym i muskularnym grzbietem oraz ogonem noszonym do góry i zakręconym sierpowato nad zadem. Wszystkie psy w tej grupie mają trójkątne, stojące do góry uszy, którym to szpice zawdzięczają swoją nazwę. Kończyny są zwykle proste, długie i słabo ukątowane.
Dzięki niewielkiej ingerencji człowieka w rozwój szpiców, większość z nich to rasy cieszące się dobrym zdrowiem, odporne na warunki klimatyczne, u których wady genetyczne są rzadkością.
Szpice są psami niezależnymi i samodzielnymi, o mocnym charakterze. Są przyjaźnie nastawione do człowieka, inteligentne, łatwo się uczą, ale nie wykazują nadzwyczajnego posłuszeństwa. Ich żywy temperament objawia się w postaci dużej pobudliwości, ruchliwości i częstego szczekania.
Szpice towarzyszą człowiekowi od kilku tysiącleci i są wykorzystywane w wielu dziedzinach. Użytkuje się je między innymi jako psy zaprzęgowe, myśliwskie, stróżujące, pasterskie, i od pewnego czasu także jako psy do towarzystwa.

## Rasy

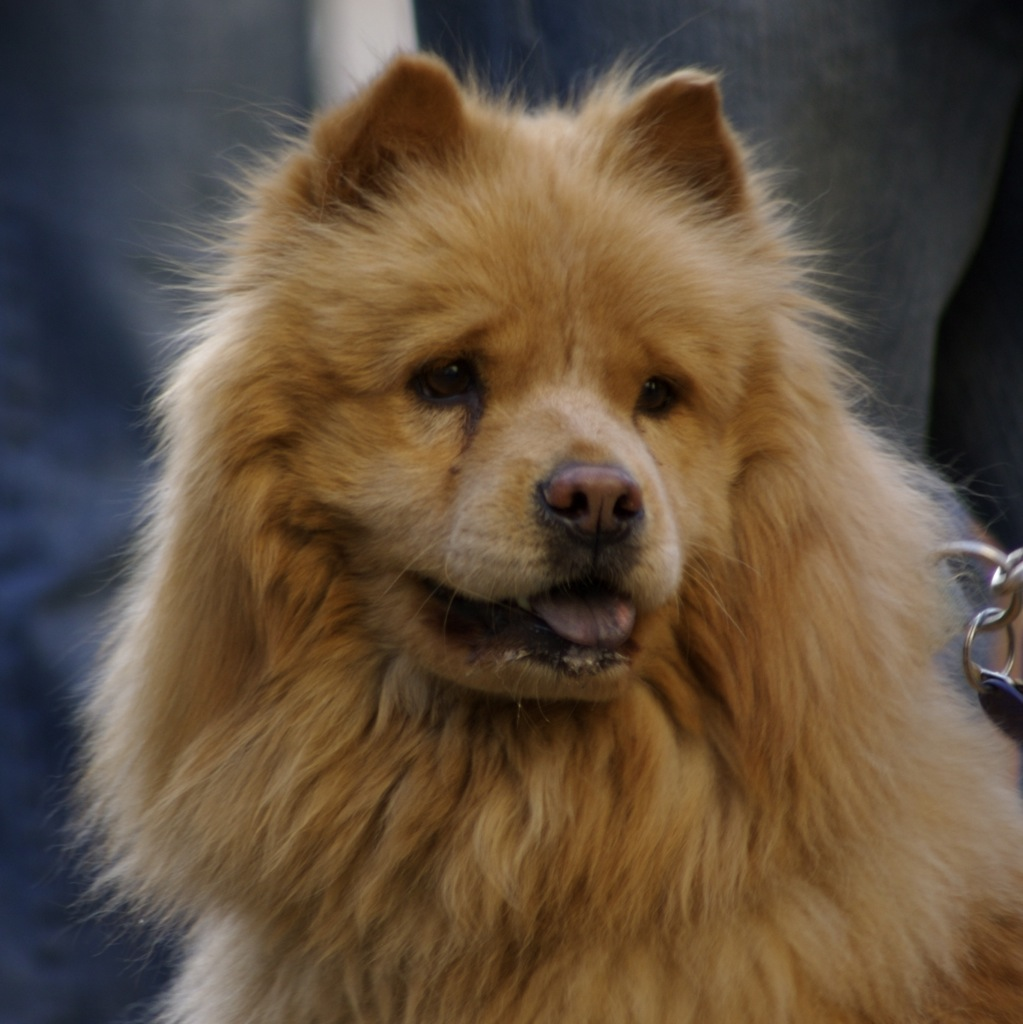
Chow chow

W Międzynarodowej Federacji Kynologicznej do szpiców zalicza się około 40 ras zaliczonych do sekcji 1–5 z V grupy FCI oraz czasami umownie rasy basenji i canaan dog z sekcji 6 tej grupy. Inne organizacje kynologiczne za rasy należące do szpiców uznają między innymi: american eskimo dog, canadian eskimo dog, seppala sled dog, reindeer herding dog i kilkadziesiąt innych ras i odmian lokalnych, należących do wspólnego typu, jak np. alaskan husky w Ameryce Północnej czy łajka w Eurazji.
Jedne z bardziej znanych ras szpiców to: szpic wilczy, samojed, alaskan klee kai, alaskan malamute, akita, chow chow, husky syberyjski.